# Dane Belton
Dane Belton (Tampa, 7 dicembre 2000) è un giocatore di football americano statunitense che milita nel ruolo di safety per i New York Giants della National Football League (NFL).

## Carriera

### New York Giants
Al college Belton giocò a football a Iowa. Fu scelto nel corso del quarto giro (114º assoluto) del Draft NFL 2022 dai New York Giants. Il 1º agosto 2022 si ruppe una vertebra durante il training camp. Nella settimana 10 contro gli Houston Texans fece registrare il primo intercetto in carriera ai danni del quarterback Davis Mills nella vittoria per 24-16. La sua stagione da rookie si concluse con 31 tackle, 2 intercetti, 3 passaggi deviati e 2 fumble recuperati in 15 presenze, 5 delle quali come titolare.